# بيل تشن
بيل تشن (بالإنجليزية: Bill Chen)‏ هو لاعب بوكر ومهندس ورياضياتي أمريكي، ولد في 1970 في ويليامزبرغ في الولايات المتحدة.